# Rörik I.
Rörik I. († 844 oder 846) war ein dänischer Wikingerfürst, der mit seinen Brüdern nach langen Erbfolgekriegen aus Dänemark vertrieben wurde und danach in Friesland und im Gebiet der Rheinmündung marodierte und kurzzeitig sogar Lehnsmann Kaiser Lothars als Graf von Kimmen in Friesland war. Sein Vater Halfdan II. († um 810) war von 804 bis 810 Herrscher von Haithabu.

## Kampf um Dänemark
Rörik und seine Brüder (Anulo, X 812; Ragnfrid (Reginfrid), X 814; Hemming, X 837; und Harald Klak, erschlagen 852) gehörten zu einem mit den Nachkommen des 810 ermordeten Königs Gudfred (Gudrød, Göttrik) um die Vorherrschaft in Jütland konkurrierenden Zweig des gleichen Geschlechts. Nach dem Tod von Gudfreds Neffen und Nachfolger Hemming im Jahre 812 gelang es den Brüdern zunächst, die Macht in Jütland an sich zu reißen. Danach waren sie jedoch bis zu ihrer endgültigen Vertreibung aus Dänemark im Jahre 826 oder 827 in verheerende Erbfolgekriege gegen die Söhne Gudfreds verwickelt. Nach dem Tod Hemmings, der die fünf Söhne Gudfreds aus Dänemark vertrieben hatte, brach ein erbitterter Erbfolgestreit aus. Die beiden Konkurrenten waren Sigifrid II., ein Neffe Gudfreds und Enkel Siegfrieds I., und Röriks Bruder Anulo. Beide Kontrahenten fielen während des blutigen Streits (Sigifrid 811 und Anulo 812), und so gelang es Anulos Brüdern Harald Klak und Ragnfrid (Reginfrid), sich als gemeinsame Könige von Jütland zu installieren. Ob Rörik dabei ebenfalls Mitkönig wurde oder nur als Unterkönig ein Teilgebiet verwaltete, ist unklar. Die Brüder erneuerten 813 den von Hemming im Jahre 811 mit Karl dem Großen geschlossenen Frieden, in dem die Eider als Grenze zwischen fränkischem und dänischem Reich festgelegt worden war, und ihr Bruder Hemming, der als Geisel im Fränkischen Reich gelebt hatte, kehrte nach Dänemark zurück. Schon 814 wurden die vier Brüder jedoch nach heftigen Kämpfen von den aus schwedischer Verbannung mit einem schwedisch-dänischen Aufgebot zurückgekehrten Söhnen Gudfreds verjagt. Zwar kehrten sie noch einmal mit einem Heer zurück, konnten jedoch die Herrschaft nicht wieder erobern. Bei diesen Kämpfen fielen sowohl Röriks Bruder Ragnfrid als auch Gudfreds Sohn Gottfried. Harald Klak, Hemming und Rörik flohen ins Frankenreich.

## Friesland
Während es Harald Klak, der sich 826 in Mainz taufen ließ, mit Unterstützung Kaiser Ludwigs des Frommen gelang, noch zweimal zumindest zeitweise (815–817 und 821–826) in Jütland Fuß zu fassen und dort als Herrscher oder Unterkönig zu agieren, scheint sich Rörik in dieser Zeit vor allem mit Raub- und Eroberungszügen in Friesland beschäftigt zu haben. Auch Harald und Hemming wurden 826/827 endgültig aus Dänemark vertrieben. Harald musste sich mit einem ihm von Ludwig gegebenen Lehen in Friesland (Rüstringen) begnügen; Hemming erhielt Walcheren zu Lehen und fiel dort 836.
Nach dem Tod Ludwigs des Frommen im Jahre 840 unterstützten Rörik und Harald Ludwigs Sohn Lothar I. im Streit mit seinen Brüdern Ludwig dem Deutschen und Karl dem Kahlen. Dafür erhielten Rörik den Gau Kimmen/Kinnin in Friesland und Harald die Insel Walcheren zu Lehen. Wenn Lothar erwartet oder gehofft hatte, mit der förmlichen Belehnung der dänischen Eindringlinge an der Rheinmündung sich ihrer Kampfkraft bedienen und gleichzeitig weitere Raubzüge im Norden seines Reiches unterbinden zo können, so sah er sich getäuscht. Er zog daher Röriks Lehen schon bald wieder ein, provozierte aber dadurch nur weitere Däneneinfälle. In den fortlaufenden Kämpfen soll Rörik schließlich um 844 oder 846 bei Walcheren gefallen sein.

## Nachkommen
Röriks Sohn Knut war wohl schon mit dem Großen Heidnischen Heer der dänischen Wikinger nach Nordengland gegangen, war dort in verheerende Bürgerkriege verwickelt und wurde 894 König von Jorvik (York).